# Palazzo Nani

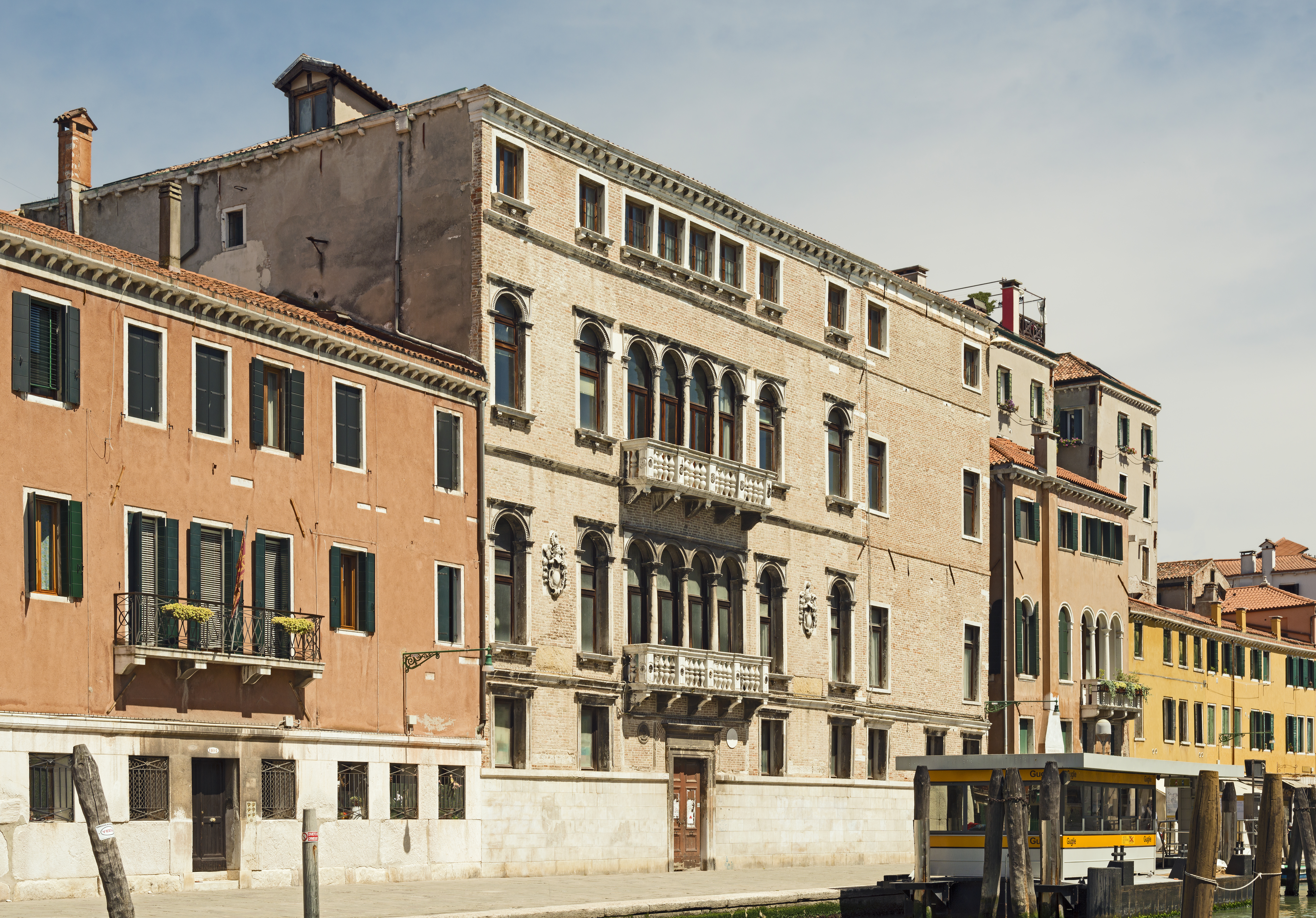
Palazzo Nani

Palazzo Nani ist ein Palast in Venedig in der italienischen Region Venetien. Er liegt im Sestiere Cannaregio an der Fondamenta di Cannaregio, gegenüber dem Palazzo Savorgnan.

## Geschichte
Der Komplex wurde im 16. Jahrhundert als Residenz des Cannaregio-Zweiges der Familie Nani (früher: Nani Mocenigo) erbaut. Schon in den 1580er-Jahren wurde er unter Leitung des Architekten Alessandro Vittoria umgebaut. Ihm ist die gesamte Innengestaltung des Palastes zu verdanken.
Zu seinen besten Zeiten war im Palazzo Nani eine reiche Kunstsammlung untergebracht, die aus Werken aus der römischen Antike bestand. So waren zu beiden Seiten des Eingangsportales zwei große Statuen von Konsuln aufgestellt.
Die Nani blieben dort bis 1810 und zogen dann nach San Trovaso in den Palazzo Barbarigo Nani Mocenigo um. In den folgenden Jahren begann ein Niedergang des Palastes, der schwere Eingriffe erlitt: 1859 wurde er von der österreichischen Armee besetzt, die ihn in eine Kaserne umwandelte, danach wurde daraus eine Schule. Inzwischen sind die Kunstwerke der Sammlung nach und nach entfernt und zerstreut worden.
2002 wurde der Palast grundlegend restauriert. In den Jahren 2020–2021 wurde er zu einem Luxushotel umgebaut, das unter der Marke Radisson Collection betrieben wird.

## Beschreibung
Der Palazzi Nani erstreckt sich über drei Vollgeschosse (einschließlich des Erdgeschosses) zuzüglich einem Mezzaningeschoss.
Die heute ziemlich schmucklose Fassade erscheint durch die Eingriffe des 19. Jahrhunderts, bei denen das Gebäude nach rechts erweitert wurde, asymmetrisch. Davon abgesehen, ist die Fenstereinteilung sehr regelmäßig und beruht auf fünf Achsen, von denen die mittlere in den oberen Stockwerken durch einfache Vierfachfenster hervorgehoben ist; die in den Hauptgeschossen haben vorspringende Balkone. Neben dem Vierfachfenster des ersten Obergeschosses sind zwei steinerne Wappentafeln angebracht.
Dem Eingriff von Vittoria ist die reiche Innendekoration mit Stuck und Fresken zu verdanken, die im Protego (Empfangssalon) im ersten Obergeschoss gut erhalten sind.
Der Palast hatte früher einen Garten, der heute überbaut ist.